# Tirol-vorarlbergi hadjárat
1843 januárjában olasz felkelők maguk mellé állították Tirol-Vorarlberg tartomány lakosságát és forradalmat kezdeményeztek. Február elejére elfoglalták Innsbruckot és egész Tirolt. Metternich kancellár Welden altábornagyot bízta meg a felkelők leverésére. Welden az olaszokkal szemben teljes katonai sikert ért el. Az ellenség haderejét valósággal megsemmisítette.

## Előzmények
Észak-Itália osztrák megszállásának következtében a Lombard–Velencei Királyság területén felkelések törtek ki. A felkelők 1843. januárjában benyomultak Tirol és Vorarlberg osztrák tartományokba, ahol sikeresen maguk mellé állították a helybeli lakosságot, és elfoglalták a kisebb városokat. 1843. január 23-án Innsbruck és Bregenz is az olasz felkelők fennhatósága alá került.

## Metternich reménye
Metternich osztrák kancellár, a Habsburg Birodalom gyakorlati irányítója kétségbeesett helyzetbe került. Nem tudott mit kezdeni a nagyjából tízezer főt számláló felkelősereggel. Nem voltak katonák. Az egyetlen nagyobb sereg Verona körzetében állomásozott, Radetzky tábornagy parancsnoksága alatt. Radetzkynek viszont szüksége volt az egész hadseregre, így nem lehetett túl sok mindent tenni. Metternich egyedül Ludwig von Welden altábornagyban bízott, aki immár 41 éve szolgált a seregeben. Welden viszont Graz hadosztályparancsnoka volt, és esze ágában sem lett volna újabb háborúba bonyolódni. Ám Metternichnek meg kellett próbálnia, így 1843. január 27-én levelet írt Weldennek. Mikor az idős altábornagy megkapta a levelet, első reakciója az volt, hogy megkérdezte a futárt, aki a híreket hozta, hogy : „Megtehetik ezt?”
Másnap Welden már visszaüzent Metternichnek, hogy örül, hogy egy ilyen felelősségteljes feladatot rá akar bízni, ám semmi képen nem vállalja el.  
Metternich, mikor megkapta Welden levelét, nem hitt a szemének. Úgy gondolta, hogy az az ember akiben megbízott, most elárulta. Még egy levelet írt Weldennek a birodalom kétségbeejtő helyzetéről. Welden e levél hatására megtört. Azt írta, hogy elvállalja a feladatot, de csak akkor, ha Metternich biztosítja számára az ágyúkat és azt, hogy segédtisztje ismét Johann Kempka hadnagy legyen. Metternich megörült a híreknek és máris elkezdte szervezni az új ágyuk készítését. Welden pedig levelet írt Kempkának a jó hírekről, továbbá felvette a kapcsolatot Montenuovo és Mayerhofer tábornokokkal és Liechtenstein hadnaggyal is.

## A hadjárat

### 1843. február–április
Welden báró január 30-án tárgyalt Bécsben Montenuovo és Mayerhofer tábornokkal, Liechtenstein és Kempka hadnaggyal a hadjárat fontosságáról, a Monarchia sorsáról és a felkelőkről.
Levelet írt Radetzky tábornagynak, hogy egy kétezer fős sereggel támogassa a hadjáratot, és ennek a seregnek az élére, az akkor még ifjú Felix zu Schwarzenberget állítsa. Radetzky azonban nem adta Schwarzenberget, hanem helyette Julius von Haynaut javasolta. Welden nem örült, de elfogadta.
A hadjárat 1843. február 2-án indult Bécsből. Welden és serege, amely akkor 9250 főt, 205 lovast és 56 gyalogsági üteget számlált igen gyorsan haladt előre. Február 15-én már Salzburgban járt. Február 19-én a lovassági hadtest Liechtenstein hadnagy vezetésével megérkezett Tirol-Vorarlberg tartomány határára. A fősereg lemaradva, február 24-én érkeztek meg ugyanoda. Welden elkezdte azt, amihez értett: megtervezte az ellenség kiűzetését, több mint öt változatot készített végül az első bizonyult a legjobbnak.
A sereget két részre osztotta. Liechtenstein hadnagynak odaadott 4120 főt, 100 lovast és 12 üteget és azt parancsolta neki, hogy Trient város körzetében próbáljon meg egyesülni Haynau seregével és az útközben elmaradott olasz felkelőket (Welden szerint: olasz csőcseléket) zárják börtönbe, vagy lőjék le őket.
A maradék sereget Welden altábornagy Mayerhofer és Montenuovo tábornokok segítségével személyesen vezette Innsbruckba, ahová március 12-én érkeztek meg. Itt találkoztak a felkelők felével. Welden megadásra szólította fel őket, de választ nem kapott. Többek szerint, amikor Innsbruck lakossága megtudta, hogy megérkezett az osztrák sereg edényekkel, gyümölcsökkel és más dolgokkal kezdték el dobálni az olaszokat. Mire Welden és serege támadni akart, felfegyverezve beért a városba, nem talált ott semmit, csak a lakosságot és néhány szétdobált tárgyat. Nagyon megörült, de a felkelőket el akarta fogni, ezért Montenuovónak 500 embert és 4 ágyút adott és megparancsolta neki, hogy ügyeljen Innsbruck nyugalmára, míg ő tovább üldözi a sereget, kinek parancsnoka Paulo Curci volt. Welden és maradék serege március 15-én diadalmasan vonult át az innsbrucki diadalív alatt és elhagyta a várost. Levelet írt Metternich kancellárnak csodálatos tevékenykedéséről és az innsbrucki lakosság nagy hazaszeretetéről.
Miután az osztrák seregek kivonultak Innsbruckból Welden a sereget ketté osztotta. Az egyik részét Mayerhofer tábornok vezette tovább, a másikat pedig Welden. Előbbi Bludenz környékén állomásozott, utóbbi pedig Oberstdorf közelében.
Mayerhofer tábornok április 2-án kérte Welden beleegyezését, hogy megtámadhassa a körülbelül 3000 főre becsült "olasz csőcseléket". Welden beleegyezett, így Mayerhofer április 13-án reggel indított rajtaütéses támadást és elsöprő sikerrel szorította vissza az olaszokat Bregenz felé. Welden altábornagy pedig várt a megfelelő pillanatra, ami csak a következő hónapban következett.
Eközben Liechtenstein és Haynau csapatai március 23-án találkoztak Trient körzetében. Az újonnan egyesült csapatok lesújtottak Alessandro Monti ezredes csapataira és Innsbruck felé szorították vissza őket. Trient felszabadult.

### 1843. május–augusztus
Welden május 3-án elérkezettnek látta az időt arra, hogy megütközzön az olaszokkal Oberstdorf környékén. Az idős altábornagy meglepődött, amikor meglátta a közel 9000 főből álló felkelőket és megtudta, hogy Bregenzből még egy közel 2000 fő erősítés is érkezik. Kempka hadnagy tanácsaira hallgatva, úgy gondolta, hogy az itteni 9000 főt hamar szétveri és a menekülő felkelők így nem tudnak majd egyesülni a felmentéssel.
Másnap Welden először ágyútűzzel megzavarta az olaszokat. Két órával később lovasokat küldött, majd elindította a gyalogságot is.  Két oldalról támadott. Az osztrákok terve bevált. A 9000 főből megmaradt kb. 5000 olasz Bregenz irányába menekült, Paulo Curci halálos sebet kapott. Welden levelet küldött Mayerhofernak, hogy haladéktalanul induljon meg Bregenz felé, és ott verje szét az ellenséget. Az időjárás miatt a levél sokára érkezett meg, május 18-án. Mire Mayerhofer mozgósította a sereget, már 24-e volt.
Az olaszok nem tudtak egyesülni, így a megmaradt 5000 fő Bregenzbe menekült és mivel a többi 2000 sem tudott volna megütközni az osztrákokkal ők is visszavonultak. Welden fáradt serege megindult Bregenz felé és június 6-án, a város alatt találkozott Mayerhofer seregével. Az altábornagy kettőzött támadást javasolt, ám az időjárás nem engedte meg, így várakozniuk kellett. Az olaszoknak nem érkezett élelemutánpótlásuk, így az erősen legyengült felkelők júniusban már a halált várták. Az idő június közepétől váratlanul megjavult, még a hó sem esett, így Welden és Mayerhofer június 23-án támadást indított. Az olaszok fejvesztve menekültek, támadásra alig voltak képesek. Menekülésük iránya először Innsbruck volt, de mikor a város közelében meglátták az osztrák lobogót irányt változtattak, és Brenner kisváros megszállását tervezték. Welden és Mayerhofer Bregenzben állomásozott tovább és seregüket megerősítették.
Eközben Haynau és Liechtenstein a déli olasz felkelősereget Innsbruck irányába üldözték. A két felkelősereg  Brennerben egyesült, ám az osztrákok egyesített serege és Montenuovo tábornok védőőrse szétverte őket. Az olaszok maradék csapata Verona felé kezdett el menekülni, de a kimerültségtől lassan haladtak előre. Augusztus végére érték el az olasz-osztrák határt. Nyomukban voltak viszont az osztrákok, és Welden augusztus 18-án indult el Bregenzből, hogy segítse a végső támadást. Az időjárás rosszra fordult. Welden tájékoztatni akarta Radetzkyt az olaszok közeledtéről, de az időjárás ezt a tettét megakadályozta. Ekkor keletkezett ez a párbeszéd:
-Vigye ezt a levelet Veronába, Radetzky tábornagynak. De sürgősen! Ne késlekedjék!
-De, altábornagy úr... Esik a hó, minden meg van fagyva, nem tudunk közlekedni... 
-Áh, lárifári! Teljesíteni a parancsot, de azonnal! Lelépni! Igyekezzen, Kempka!
-Igenis altábornagy úr!
Ám a határozott parancsok hatására sem jutott el a levél Redetzkyhez.

### 1843. szeptember–december
Szeptember közepére a felkelők már közel voltak Veronához, de az osztrákok és végül Welden is követte őket. Szeptember 20-án Welden beérte Haynau és Liechtenstein egyesült csapatát és megbeszélték a haditervet. Végül arra a megegyezésre jutottak, hogy a csaknem teljes egészében megmaradt lovas hadtestet, 203 vértessel, üldöztetik az olaszokat. A gyalogság felét utánuk küldik. Ha az olaszok Veronához érnek, Radetzky ágyútüzet zúdít rájuk, bekerítik őket és vége a hadjáratnak.
Szeptember 21-én Welden levelet írt Radetzkynek, amit egy megbízható futárral elküldött. 24-én elindult a lovasság, 25-én pedig a gyalogság is. 10 napi vonulás során nem találkoztak egy felkelővel sem. Két nappal később, körülbelül 20 km-re Veronától meglátták a visszavonuló olasz sereg végét. Welden úgy gondolta, hogy fölösleges beavatkozniuk, hiszen Radetzky készen áll a támadásra. Ebben az egyben viszont csalódott, mivel az olaszok elfogták és kivégezték a parancsot vivő futárt, így Radetzky nem tudott az egészről semmit. Amikor az olaszok Verona alá értek, és meglátták a városfalra kitűzött császári zászlót úgy gondolták, hogy dél felé indulnak, és Velencébe mennek. Amikor az osztrákok meglátták, hogy Radetzky semmit sem csinál, azonnal közbeavatkoztak, és a lovasságot előre küldve megpróbálták beérni a felkelőket. Mire a lovasok beérték őket, és harcolni kezdtek, addigra a gyalogság is odaért, és az életben maradt olasz felkelőket elfogták és börtönbe szállították. A júliusban még 6000 főt számláló felkelők alig maradtak ezren. Welden megtartotta szokását és senkit sem végeztetett ki. Alessandro Monti ezredes megszökött.

## A hadjárat vége
December 5-én Welden és vezérkara Bécsbe volt hivatalos. Metternich személyesen gratulált a katonai eredményekért és mindenkit kitüntetett, továbbá úgy döntött, hogy Welden bárót nevezi ki Tirol katonai kormányzójává.